# Oscar Nissen
Elias Gottlieb Oscar Egede Nissen, född 31 oktober 1843 i Tromsø, död 4 januari 1911 i Kristiania (nuvarande Oslo), var en norsk läkare och socialpolitiker. Han var far till Karl Nissen.
Nissen blev student 1863 och deltog som frivillig i dansk-tyska kriget 1863–1864 och fransk-tyska kriget 1870–1871. Han tog 1873 medicinsk examen, studerade i Stockholm för major Thure Brandt, införde dennes massagebehandling i Norge och praktiserade i Kristiania till sin död som specialist i kvinnosjukdomar.
Nissen var ivrig idrottsman och nykterhetsvän. Han var 1875–1887 ordförande i helnykterhetssällskapet och redaktör (1880–1882) av dess organ Menneskevennen. En tid (från 1883) var han även ordförande i Santalmissionen, uppsatte dess tidning, Santhalen och redigerade 1886–1890 Sundhedsbladet i radikal reformsträvande anda.
År 1888 blev han ordförande i Kristiania arbetarsamfund och anslöt sig kort därefter till Arbeiderpartiet. Under åren 1894–1898 var han chefredaktör för Social-Demokraten och därefter en av partiets mest bemärkta män i huvudstadens kommunalstyrelse. Han var partiledare i Arbeiderpartiet från 1906 fram till sin död. Han grundade också Tjenestepigernes fagforening och var medlem av Kristiania bystyre 1898–1907.
Hans första hustru var Erika Lie-Nissen. Hans andra hustru, sedan 1895, var Fernanda Nissen.